# Philippe Vandevelde
Philippe Vandevelde, pseud. Tome lub Philippe Tome (ur. 24 lutego 1957 w Brukseli, zm. 5 października 2019) – belgijski rysownik, twórca komiksów, m.in. Przygód Sprycjana i Fantazjo oraz Małego Sprytka.
Choroba przebyta w dzieciństwie o mało nie spowodowała u niego ślepoty. Od wczesnej młodości amatorsko tworzył komiksy, publikowane następnie w gazetkach szkolnych. W 1974 roku na kursie rysunków poznał Janry, z którym kilka lat później, po ukończeniu przez obu Akademii Sztuki w Woluwe-Saint-Lambert reanimował postać Sprycjana (Spirou) – tytułowego bohatera komiksu Przygody Sprycjana i Fantazjo (pierwszy tom autorstwa Tome i Janry ukazał się w 1981 roku). W tym czasie rysownicy przyjęli też swoje pseudonimy: Janry i Tome, co miało nasuwać oczywiste skojarzenia z Tomem i Jerrym, bohaterami amerykańskich filmów animowanych.
Od tego czasu duet wydał 14 tomów Przygód Sprycjana i Fantazjo oraz 12 tomów Małego Sprytka, wszystkie one cieszą się niesłabnącą popularnością w całej Europie.
Tome w swojej karierze współpracował również z Bruno Gazzottim, Ralfem Meyerem, Hardym i Dupą.